# Friedrich Trost (Pädagoge)
Friedrich Trost, vereinzelt Fritz Trost (* 23. Oktober 1899 in Frankenberg (Eder); † 4. Juli 1965 in Frankfurt am Main) war ein deutscher Pädagoge, Institutsdirektor und Professor der Politikwissenschaft.

## Leben
Trost war der Sohn des Bäckers Anton Trost in Frankenberg und der Anna Karoline, geb. Kauffeld.
Trost besuchte zunächst das Lehrerseminar Frankenberg und wurde 1917 Soldat im Ersten Weltkrieg an der Westfront. Im Jahr 1920 legte er die Erste Lehrerprüfung für die Volksschule ab. Er wurde dann Mitarbeiter in der Reichszentrale für Heimatdienst, Landesabteilung Kassel, und betreute das Pressearchiv. Aus dieser Zeit datierte seine Bekanntschaft mit Otto Suhr. Nach dem Abitur begann er 1923 mit dem Studium der Staatswissenschaften, der Philosophie, Pädagogik und Psychologie an der Universität Marburg. 1924 wurde er Mitarbeiter an einer landwirtschaftlichen Privatschule (Berufsschule) in Korbach. In den Jahren 1925 bis 1926 absolvierte er ein Studium der Wirtschafts- und Sozialpädagogik in Frankfurt am Main und wurde 1927 Diplom-Handelslehrer. Im Jahr 1929 promovierte er in Frankfurt in Politikwissenschaft, dort wurde er 1929 wissenschaftlicher Assistent am Seminar für Fürsorgewesen und Sozialpädagogik bei Christian Jasper Klumker. Seit 1930 leitete er die Diakonenschule und die Evangelische Erzieherschule des Hessischen Brüderhauses in Treysa-Hephata. 
Nach der Befreiung 1945 wurde er stellvertretender Bürgermeister in Treysa. Im Jahr 1947 wurde er außerplanmäßiger Professor und kommissarischer Leiter am Pädagogischen Institut (PI) Darmstadt zur Volksschullehrerausbildung in Hessen, das wegen Raumnot seit Ende 1945 nach Jugenheim (Bergstraße) auf das Schloss Heiligenberg ausgelagert war, 1950 dann ordentlicher Professor und zugleich Direktor des PI. Im Jahr 1961 wurde er Professor für Erziehungs- und Bildungswesen an der Hochschule für Erziehung Gießen sowie Präsident des Rats dieser Hochschule; dieses Amt musste er aus gesundheitlichen Gründen niederlegen. Das PI Darmstadt-Jugenheim wurde 1963 aufgelöst, die Aufgaben und die Dozenten auf die Hochschulen für Erziehung in Frankfurt am Main und Gießen verteilt, 1967 weiter auf die Universität Frankfurt und Universität Gießen verlagert.
Trost war seit dem Jahr 1949 Mitglied der Synode im Dekanat Bergstraße, Evangelische Kirche in Hessen und Nassau, 1950 war er Präses der Dekanatssynode.

## Ehrungen
- Name der Friedrich-Trost-Schule, Frankenberg (Eder)[1]

## Werke
- Die Göttingische Industrieschule. Reihe: Arbeiten aus dem Forschungsinstitut für Fürsorgewesen in Frankfurt, 4. Carl Heymanns Verlag, Berlin 1930[2]
- Autorität und Freiheit in der Erziehung, in: Drei Vorträge, gehalten auf der Freizeit der Fachgruppe Anstaltserziehung des Verbandes der Evangelischen Wohlfahrtspflegerinnen Deutschlands. Die weiteren Vorträge: Hans Neumann, Sexuelle Verwahrlosung und Wally Schick, Die Erzieherin als Persönlichkeit. Verlag Verband der Ev. Wohlfahrtspflegerinnen, Eckartsberga 1931[3]
- Hrsg.: Handbuch der Heimerziehung. Unter Mitwirkung von Sachverständigen aller Gebiete und Richtungen der Heimerziehung in Gemeinschaft mit Hans Scherpner. Lieferung 1 - 12. Diesterweg, Frankfurt 1952–1966
- Erziehung im Wandel. Zwölf Vorträge und Abhandlungen zur Pädagogik der Gegenwart. Ott, Darmstadt 1955
  - Auszug: Die Erziehungskraft der Familie, in Hermann Röhrs, Hg.: Sozialpädagogik und ihre Theorie. Auswahl repräsentativer Texte, Pädagogik. Akademische Verlagsgesellschaft, Frankfurt 1968, S. 62–67
- Der Erziehungsauftrag. 12 Beiträge. Beltz, Weinheim 1964
- Die Erziehungsmittel. 16 Vorlesungen Beltz-Verlag, Weinheim 1966; 2. Aufl. 1967